# Enija Anna Vaivode
Enija Anna Vaivode (* 28. Dezember 1993 in Kalngale) ist eine lettische Fußballspielerin.

## Karriere

### National
Vaivode startete ihre Karriere 2003 mit dem FK Kalngale und spielte dort bis zum Dezember 2004. Im Frühjahr 2005 wechselte Vaivode aus ihrer Heimatstadt Kalngale, in die D-Jugend des FK Riga, wo sie zur Juniorennationalspielerin reifte.
Nach fünf Jahren verließ sie im Frühjahr Riga und schloss sich dem Erstligisten Metalurgs Liepāja an. Am 11. August 2011 gab sie ihren Einstand in der UEFA Women’s Champions League und kassierte im ersten Spiel gleich 10 Gegentore, bei der 0:10-Niederlage gegen MTK Budapest FC.
Kurz nach ihren UEFA Women’s Champions League Debüt für Metalurgs, gab sie ihren Wechsel in die deutsche Regionalliga Nordost zum 1. FC Union Berlin bekannt. Sie kam jedoch bei Union nur bei den B und A-Junioren zum Einsatz und kehrte daher im Sommer 2012 in ihre lettische Heimat, zu ihrem Heimatverein FK Kalngale zurück. Voivode spielte nach ihrer Rückkehr nach Lettland ein Jahr für die Mannschaft aus ihrer Heimatstadt, bevor sie in die finnische Naisten Liiga zu Gamlakarleby BK nach Kokkola ging. Nachdem sie zu 22 Einsätzen in der Naisten Liiga für Gamlakarleby BK kam, kehrte sie am 11. Februar 2014 nach Deutschland zurück und unterschrieb beim SC 13 Bad Neuenahr. Voivode spielte für SC 13 Bad Neuenahr drei Ligaspiele und stieg am Ende der Saison mit dem Verein in die Fußball-Regionalliga Südwest ab, woraufhin sie in ihre Heimat Lettland zum SK Imanta Rīga zurückkehrte. Seit 2015 spielte sie bei Riga United FC.

### International
Voivode gab ihr A-Länderspiel Debüt am 5. März 2011 in der Fußball-Europameisterschaft der Frauen 2013 Qualifikation gegen die Litauische Fußballnationalmannschaft der Frauen. Zuvor spielte sie sechs Länderspiele für die U-17 und 5 für die U-19 Lettlands.

## Floorballkarriere
Seit ihren zehnten Lebensjahr spielte Vaivode neben dem Fußball für ihre Mannschaft FK Riga bis 2010 aktiv Floorball.

## Privates
Die in Kalngale geborene Voivode besuchte das Private Technische Gymnasium in Riga, wo sie 2009 ihr Abitur machte. Anschließend besuchte sie für 2 Jahre die Hochschule Rīgas 45. vidusskola im Vidzemes Distrikt.